# Luigi Scarascia
Luigi Scarascia (Tricase, 7 febbraio 1928 – Lucugnano, 3 luglio 2008) è stato un allenatore di calcio e calciatore italiano, di ruolo ala sinistra.

## Carriera
Nell'estate del 1950 venne acquistato dalla Toma Maglie, squadra che si affacciava per la prima volta nel campionato professionistico di Serie C. Indossò la casacca giallorossa per due anni, fino al 1952.
Conclusa l'avventura nel Maglie, approdò nel campionato 1952-1953, in Serie B, nelle file del Modena dove rimase per diversi anni divenendo uno dei giocatori simbolo della società canarina. Il suo gol in Modena-Catania del campionato di Serie B 1956-1957 fu decisivo per impedire alla squadra siciliana la promozione nella categoria superiore.
Con la maglia del Modena disputò nove campionati con 184 presenze e 50 reti all'attivo, risultando il nono giocatore più prolifico della storia del club modenese.
Disputò a Cremona la stagione 1961-1962 con 28 presenze in grigiorosso e 6 reti realizzate. Chiude la carriera nelle serie inferiori dove ricopre il ruolo di allenatore-giocatore nelle squadre del Cervia, Giulianova ed Elpidiense.

## Palmarès

### Club

#### Competizioni nazionali
- Serie C: 2

Toma Maglie: 1951-1952
Modena: 1960-1961